# Neretvanski partizanski odred
Neretvanski narodnooslobodilački partizanski (NOP) odred bio je partizanska postrojba u Narodnooslobodilačkoj vojsci i partizanskim odredima Jugoslavije tijekom Drugog svjetskog rata u Hrvatskoj.

## Povijest
Formiran je u drugoj polovici rujna 1943. godine. iz Neretvanskog bataljuna i 120 mobiliziranih boraca. Imao je 2 bataljuna od kojih je jedan 2. listopada pristupio novoformiranoj Biokovskoj brigadi. U listopadu je odred izveo nekoliko manjih akcija i borio se protiv Wehrmachta u dolini Neretve. Na Neretvi je razorio 1. studenog motorni čamac sa 5 njemačkih vojnika i časnika. Povlačeći se pred napadom njemačkih postrojbi, dvije njegove čete prebacile su 16. studenoga na otok Hvar i ušle u sastav 11. brigade 26. dalmatinske divizije. Treća četa ostala je na području Ploča i ubrzo prerasla u novi Neretvanski partizanski odred, koji je do kraja godine uništio 6 motornih vozila i 1 brod u nekoliko sati akcije, a protjerao 57 neprijateljskih vojnika. Od 1944. Odred djeluje u sastavu Grupe južnodalmatinskih odreda i stalno se jača; 6. siječnja uspješno je napao ustašku posadu u selu Komin kod Metkovića, uništio opremu na željezničkom kolodvoru i potopio putnički brod. na Neretvi NDH „Sveti Nikola”; 17. veljače zauzeo je vojnu (žandarmerijsku) postaju Nova Sela kod Metkovića, te zarobio 16 naoružanih ljudi i 17 ustaša. U travnju je imao dva bataljuna i samostalnu četu, a potom je formirao i treći bataljun koji je u srpnju ušao u Makarski NOP odred. Umjesto nje, istog mjeseca formiran je novi bataljun. Postrojbe Odreda borile su se protiv dijelova njemačkog 118. i 369. divizije i 6. ustaškog zdruga u prostorijama Ploče, Metković, Ljubuški, Vrgorac, Gradac. U borbi koju je jedna četa Odreda vodila s Nijemcima kod sela Pasičine (na planini Biokovu) poginuo je 25. svibnja 1944., zapovjednik Odreda Stanko Marević, narodni heroj. Kod Ljubuškog je 18. srpnja od Ljubuške čete Neretvanskog NOP odreda formiran je Ljubuški partizanski bataljun. Dijelovi Odreda su 6. rujna uništili njemački vlak (lokomotiva i 3 vagona), 9. rujna potopili su motorni čamac s njemačkom posadom na Neretvi, a 12. rujna zapalili njemački motorni jedrenjak. Odred je rasformiran u studenom 1944. godine, a postrojbe raspoređene u redove 26. divizije.